# Житомирская и Новоград-Волынская епархия
Житомирская и Новоград-Волынская епархия — епархия Украинской православной церкви, объединяет приходы и монастыри на территории Андрушёвского, Барановского, Бердичевского, Житомирского, Коростышевского, Любарского, Новоград-Волынского, Попельнянского, Пулинского, Романовского, Ружинского, Черняховского, Чудновского районов Житомирской области.
Кафедральный город — Житомир. Кафедральный собор — Спасо-Преображенский.

## Названия
- Волынская и Житомирская (1799—1940; c 1840 года — кафедра в Житомире)
- Житомирская и Овручская (1940 — 22 июня 1993)
- Житомирская и Новгород-Волынская (с 22 июня 1993)

## Епископы
Житомирское викариатство Минской епархии
- Варлаам (Шишацкий) (3 июня 1795 — 16 октября 1799)

Житомирская епархия
- Дамаскин (Малюта) (22 августа 1940 — весна 1941)
- Василий (Ратмиров) (17 июля — 27 августа 1941) на кафедре не был
- Леонтий (Филиппович) (26 ноября 1941 — 1943) в/у, еп. Бердический
- Антоний (Кротевич) (14 августа 1944 — начало 1946)
- Александр (Виноградов) (21 января 1947 — 13 декабря 1949)
- Сергий (Ларин) (13 декабря 1949 — 17 марта 1950)
- Нифонт (Сапожков) (13 марта 1950 — 7 октября 1951)
- Владимир (Кобец) (27 декабря 1951 — 23 июля 1956)
- Венедикт (Поляков) (23 июля 1956 — 8 сентября 1958)
- Андрей (Сухенко) (8 сентября 1958 — 9 декабря 1958) в/у, архиеп. Черниговский
- Евмений (Хорольский) (9 декабря 1958 — 25 августа 1967)
- Палладий (Каминский) (8 февраля 1968 — 6 октября 1977)
- Иоанн (Боднарчук) (23 октября 1977 — 13 сентября 1989)
- Иов (Тывонюк) (14 сентября 1989 — 5 октября 1994)
- Гурий (Кузьменко) (31 июля 1994 — 10 февраля 2011)
- Виссарион (Стретович) (10 февраля — 14 июня 2011) в/у, митр. Овручский
- Никодим (Горенко) (с 14 июня 2011)

## Благочиннические округа
- Андрушевский
- Барановский
- Бердичевский
- Житомирский городской
- Житомирский районный
- Коростышевский
- Любарский
- Новоград-Волынский Преображенский
- Новоград-Волынский Троицкий
- Попельнянский
- Пулинский
- Романовский
- Ружинский
- Черняховский
- Чудновский